# Avant que l’ombre… (песня)
«Avant que l’ombre…» (рус. Прежде чем тень ...) — песня, записанная французской певицей Милен Фармер в студийной версии в 2005 году и в живой версии на концерте в Берси (Париж) в 2006 году. Это был первый сингл с её четвёртого концертного альбома, Avant que l’ombre… à Bercy, и был выпущен 26 ноября 2006 года. Он достиг умеренного успеха в плане продаж, хотя и достиг первой десятки во Франции.

## Релиз
Многие интернет-сайты объявили «Déshabillez-Moi» в качестве первого сингла с живого альбома, но, был выбран «Avant Que l’Ombre … (Live)». 20 октября Jeune Reims был первым французским радио, которое транслировало песню. На все радиостанции выслали MP3, содержащий неизданный ремикс на песню «L'amour n'est rien...», четвёртый сингл с альбома Avant Que l’Ombre ….

## Текст, музыка и видеоклип
«Avant Que l’Ombre …» самая мистическая песня из альбома с одноимённым названием. Говоря об Иисусе Христе, певица вызывает её страх смерти, утверждая, что жизнь все же позволила ей познать любовь. Это медленная песня заканчивается длинным музыкальным мостом «который выглядит как окончательный вариант». Здесь вокал символизирует крик боли. По словам автора Эрвана Жебера, когда альбом вышел в эфир в первый раз 28 марта 2005 года, «Avant Que l’Ombre …» считалась лучшей песней альбома.
Клип был снят режиссёром Франсуа Ханссом (François Hanss) на одном из её концертов в январе 2006 года, и длится в течение семи минут, когда она заканчивает петь, то музыка продолжает играть, в то время как Милен покидает сцену. Коммерческое объявление транслировалось по радиостанции NRJ, которая объявила о выпуске видео на M6 14 ноября 2006 года. Тем не менее, NRJ 12 стал первым каналом транслировавшим его рано утром. Видео было довольно длинным и телевизионные каналы быстро предложили сокращенную версию видео. По данным журнала Jukebox, видео получилось из нескольких нарезок, это было заметно по некоторым кадрам, так они поочередно показывают певицу с микрофоном и без микрофона в руке.